# MSN メッセンジャー
MSN メッセンジャーはインスタントメッセンジャーのひとつで、WindowsおよびMac上で作動するソフトウェアである。MSN メッセンジャーを使用できない環境を想定して、Internet Explorerなどのウェブブラウザ上で動作するMSN Web Messengerもあった。中国を除く全世界では2013年3月31日に、中国では2014年10月31日にSkypeに統合されるかたちでサービスを終了している。
文字チャットだけでなく、音声・映像チャットやマインスイーパ フラグ（対戦型マインスイーパ）等のゲームもできる。
Windows版では、バージョン 8.0 からは Windows Live メッセンジャー として提供されていた。MSN メッセンジャー の 7.5 からバージョン番号を引き継いでおり互換性もあるため、実質的には同じソフトの後継バージョンである。また、Mac版ではMicrosoft Messenger for Macが提供されていた。

## チャット中の機能

### 文字チャット
一般のインスタントメッセンジャーと同じく、テキストボックスに文字を入力し、エンターキーを押すか送信ボタンを押すことによって文字を送信することができる。シフトキー押しながらエンターキーを押すことによってメッセージに改行を含めることもできる。なお、送信最大文字数は400文字。

### 多人数会話
会話へメンバーを「招待」することにより、多人数で会話を行うことができる。

### 絵文字
「スマイル」「爆笑」などの表情や、ハートマークなどを画像として文字中に含めて送信することができる。絵文字は標準で入っているものの他に、ユーザオリジナルの絵文字を登録することもできる。

### 手書きメッセージ
マウスやタブレットで描いた絵を送信することができる。手書きメッセージはベクトルデータとして送信されるため、相当量描いても送受信に時間はほとんどかからない。そのかわり、画像を使用したり複雑な描画処理を行うことは出来ない。元々はタブレットPC用の機能だったが、現在は通常のPCでも使用することができる。

### アイコン
会話ウィンドウの右側に、縦横96ピクセルの画像を表示する機能。標準では「サッカーボール」「ゴム製のアヒル」「犬」などから選択できるが、絵文字と同じくユーザオリジナルの画像を表示させることもできる。

### ウィンク
アニメーションを、会話中のメンバー全員のディスプレイに表示するもの。アニメーションにあわせて音も鳴る。

### シェイク
受信したメンバーの会話ウィンドウを最前面にして揺らすもの。標準設定では通常のメッセージ受信音より目立つので、相手の注意を引くことができる。シェイクは通常連続して送信することができないが、巷では連続送信の規制を解除するパッチが存在する。

### ファイル送受信
様々なファイルを送信及び受信することができる。通常は1ウィンドウに3ファイルまでの制限がある。「.exe」や「.pif」等のファイルの送信は、危険であるとみなされブロックされてしまう。なお、画像ファイルを送信しようとすると承諾確認メッセージに画像の縮小プレビューを表示することができる。

### 音声チャット・映像チャット
マイク・カメラを接続することによって、音声及び映像で会話ができる。
Macでのマイク、又はカメラチャットは不可能。

### アプリ
会話セーフティー機能 (体験版)
子供がMSN メッセンジャーを使う際に、乱暴な言葉や相応しくない言葉を使用しないようにするため開発されたもので、2005年9月12日より試験的に導入されている。乱暴な言葉を使うと「丁寧な言葉を使いましょう」と言った旨のメッセージを表示する。また、相応しくない言葉(非常に乱暴な言葉、放送禁止用語、麻薬や覚せい剤の名前、アダルト関係の用語)を使うとその部分が伏字となり、「使ってはいけない言葉が含まれていたので『****』に変換しました。注意しましょう」とのメッセージが表示される。さらに伏字対象の語を過剰に使うと、会話が完全にシャットダウンされてしまうようになっている。
しかしながら、ブロックする対象の言葉が偏っていたり、対象にすべきでない言葉が存在し(例えば、小学校の社会科で使われる「士農工商」と言う言葉が伏字となってしまう)、逆にトラブルを招くと言ったケースも考えられる。
ホワイトボード
表示されたウィンドウに何か描くと、相手のウィンドウにも反映されるもの。
アプリケーション共有
リモート アシスタンス (Windows XP, Windows Vistaのみ)
コンピュータの操作に当たって困ったことがあったとき、上級者に遠隔操作をしてもらうもの。
その他のアプリ
ミュージックミックス、MSN フォト共有、MSN カレンダーの共有など。

### ゲーム
メンバーとインターネットを通じて、様々なゲームを行うことができる。
マルバツゲーム
3×3の正方形のマスの中に、交互に○と×を書いて行き、縦・横・斜めに○又は×を先に3個揃えた方が勝ちとなる、一般的なマルバツゲームである。
マインスイーパフラグ
通常のマインスイーパが「地雷を踏まないように升目を開けていくゲーム」なのに対し、マインスイーパ フラグでは「地雷を発見すること」が目的のゲーム。地雷の升を開けると続行して升を開けることができ、そうでない升を開けると相手のターンとなる。なお、升は16×16、総地雷数は51個。
特殊ルールとして、劣勢側(即ち、地雷を開けた升が少ない方)が5×5升を開けることが出来る「爆弾」を1回だけ使うことができる。地雷を26個先に発見した方が勝利となる。
引き分けは無い。
その他のゲーム
Bejeweled、Hexic、ソリティア ショーダウン、チェッカーなど。

## チャット中以外での機能

### メンバリスト
登録したメンバーをリスト表示することができる。相手によってグループに分けたり、オンライン/オフラインのメンバーをまとめたりすることもできる。

### 状態
通常は「オンライン」で、他に「取り込み中」「一時退席中」「退席中」「電話中」「昼休み」がある。「オンライン」以外ではメンバリスト上での表示が変わり、現在会話可能かそうでないかを視覚的に見分けることができる。「オフライン」にすると相手から見えなくなり、会話を行うことができない。

### アイコン
メンバー名の左に、チャット中に表示されるアイコンが縮小して表示される。但し、会話ウィンドウを一度も開いていない人のアイコンはデフォルトのアイコンが表示される。何らかの理由でMSN メッセンジャーが強制終了すると、アイコンのキャッシュが削除されるので、全てのメンバーのアイコンがデフォルトのアイコンに初期化されてしまう。

### 表示メッセージ
詳細なステータスを相手に伝えるのに使う。名前が会話にも表示されるのに対し、表示メッセージは会話に表示されない(ただし、画面上部の宛先欄には表示される)。例えば「abcde」と言う名前に「仕事中」と言ったメッセージを追加することを考えてみた場合、これによってメンバリストを見るだけで相手がどういった状態であるのかがすぐにわかる。これまで表示メッセージ機能が無かった場合では、名前自体を「abcde@仕事中」のように設定していた、この場合では会話中でも「abcde@仕事中 の発言:」と表示されてしまい、長いメッセージを組み合わせた場合に会話が見づらくなるという欠点があった。しかし、表示メッセージを「仕事中」と設定すると、「仕事中」と言ったメッセージはメンバリスト及び会話ウィンドウのタイトルのみに表示され、会話が「abcde の発言:」のようにすっきり表示できる。ただ、欠点を挙げるとすれば、次項で述べる音楽表示と併用できない、対応していないクローンが非常に多いことである。このため、現在でも表示メッセージと併用しつつ、従来のような「abcde@仕事中」といった表記をするユーザーも存在する。

### 音楽表示メッセージ
Windows Media PlayerやiTunesで現在聞いている音楽を自動で表示メッセージにすることによって、メンバーに公開することができる。Winamp等でもプラグインを導入すれば同様に表示メッセージに設定することができる。

### メール
Hotmailにメールが届くと、受信した旨のメッセージを受信元と共に表示することができる。また、メンバリストウィンドウで受信トレイの未読メッセージ数を確認できる。

### アラート
ニュース・天気・路線情報や占いなどの最新情報をポップアップで表示することができる。

### MSN トゥデイ
サインイン時にMSNのサイトを表示する機能。なお、設定でオフにも出来る。

## 互換クライアント
最近になり、MSN メッセンジャーは様々な拡張が行われ、完全な互換クライアントの開発は非常に難しいとされる。
Windows Messenger
Windows XP等に最初から付属しているソフト。MSNメッセンジャーとは別物で機能も劣るが、動作は軽快。
Pidgin（旧称：Gaim）
WindowsとLinuxに対応するマルチプロトコルメッセンジャーであり、MSN メッセンジャー以外にも、AOL、ICQ、Yahoo!メッセンジャー（日本版にも対応）、IRC、Jabber等をサポートする。
Adium
macOSネイティブで動作するメッセンジャーであり、Pidginと同じlibpurpleを使用しているので、Pidginと同様に多くのプロトコルに対応する。
Regnessem
「偽メッセンジャー」の後継ソフトで、マルチアカウントでのサインインを可能としたソフトウェア。スキン、プラグイン等にも対応している。
aMSN(Alvaro's Messenger)
Windows、MacOSだけでなくLinuxでも稼動するソフトウェア。
Miranda IM
プラグインで機能を拡張できるメッセンジャー。MSNの他にもAIMやYahoo、IRCなど様々なプロトコルに対応しており、カスタマイズも細かく可能。

## 拡張ソフトウェア
Messenger Plus! (日本語版)
「カスタム感情サウンド」「暗号化ログ」「Hotmail以外のPOP3メールチェック」「送信最大文字数の拡張」などの様々な拡張を行える。多種多様なプラグインも開発されている。
Messenger Plus! Live
上記ソフトのWindows Live Messenger版。